# Leptopsalis beccarii
Espèce
Synonymes
- Stylocellus beccarii (Thorell, 1882)

Leptopsalis beccarii est une espèce d'opilions cyphophthalmes de la famille des Stylocellidae.

## Distribution
Cette espèce est endémique de Sumatra en Indonésie. Elle se rencontre vers le mont Singgalang.

## Description
L'holotype mesure 5,75 mm.

## Systématique et taxinomie
Cette espèce a été décrite par Thorell en 1882. Elle est placée placée en synonymie avec Stylocellus sumatranus par Thorell en 1890. Elle est relevée de synonymie par Giribet en 2002. Elle est replacée dans le genre Leptopsalis par Clouse et Giribet en 2012.

## Étymologie
Cette espèce est nommée en l'honneur d'Odoardo Beccari.

## Publication originale
- Thorell, 1882 : « Descrizione di alcuni Aracnidi inferiori dell'Arcipelago Malese. » Annali del Museo Civico di Storia Naturale di Genova, vol. 18, p. 21-69 (texte intégral).